# Empilement de cercles dans un triangle isocèle rectangle
Pour les articles homonymes, voir Empilement.
L'empilement de cercles dans un triangle isocèle rectangle est un problème d'empilement bidimensionnel dont l'objectif est d'empiler des cercles unités identiques de nombre n dans le triangle isocèle rectangle le plus petit possible.
Les solutions minimales sont indiquées dans le tableau ci-dessous. 
Des solutions optimales sont connues pour n < 8. 
En 2011, un algorithme heuristique a trouvé 18 améliorations sur les optimum connus précédemment, le plus petit étant pour n < 13.
| Nombre de cercle n | Longueur d'un côté du triangle autre que l’hypoténuse                   | Figure |
| ------------------ | ----------------------------------------------------------------------- | ------ |
| 1                  | {\displaystyle 2+{\sqrt {2}}\approx 3,414...}                           |        |
| 2                  | {\displaystyle 2{\sqrt {2}}\approx 4,828...}                            |        |
| 3                  | {\displaystyle 4+{\sqrt {2}}\approx 5,414...}                           |        |
| 4                  | {\displaystyle 2+3{\sqrt {2}}\approx 6,242...}                          |        |
| 5                  | {\displaystyle 4+{\sqrt {2}}+{\sqrt {3}}\approx 7,146...}               |        |
| 6                  | {\displaystyle 6+{\sqrt {2}}\approx 7,414...}                           |        |
| 7                  | {\displaystyle 4+{\sqrt {2}}+{\sqrt {2+4{\sqrt {2}}}}\approx 8,181...}  |        |
| 8                  | {\displaystyle 2+3{\sqrt {2}}+{\sqrt {6}}\approx 8,692...}              |        |
| 9                  | {\displaystyle 2+5{\sqrt {2}}\approx 9,071...}                          |        |
| 10                 | {\displaystyle 8+{\sqrt {2}}\approx 9,414...}                           |        |
| 11                 | {\displaystyle 5+3{\sqrt {2}}+{\dfrac {\sqrt {6}}{3}}\approx 10,059...} |        |
| 12                 | 10,422...                                                               |        |
| 13                 | 10,798...                                                               |        |
| 14                 | {\displaystyle 2+3{\sqrt {2}}+2{\sqrt {6}}\approx 11,141...}            |        |
| 15                 | {\displaystyle 10+{\sqrt {2}}\approx 11,414...}                         |        |